# Toshiyuki Morikawa
Pour les articles homonymes, voir Morikawa.
Toshiyuki Morikawa (森川 智之, Morikawa Toshiyuki), né le 26 janvier 1967 dans la  préfecture de Kanagawa au Japon, est un acteur et seiyū japonais.

## Filmographie
- 1990 : AD Police Files (vidéo)
- Berserk : Griffith
- 1991 : Kyôshoku sôkô Guyver Act II (vidéo) : Somlum
- 1991 : Genji Tsushin Agedama (série télévisée) : Satoh
- 1992 : Villgust (vidéo) : Kui
- 1993 : Morudaibâ (vidéo) : Oozora Hiroshi
- 1993 : Mobile Suit Victory Gundam (série télévisée) : Kill Tandon, Kuffu Salomon, Metchet Rubence
- 1993 : Daisenki (vidéo) (voix)
- 1993 : Hakkenden shin sho (vidéo) : Yoshinari Satomi
- 1993 : Dragon Ball Z : Les Mercenaires de l'espace (Dragon Ball Z: Ginga girigiri!! Butchigiri no sugoi yatsu) : Gokua
- 1993 : Casshan (vidéo) : Pilot
- 1994 : Key: The Metal Idol (vidéo) : Shuuichi Tataki
- 1994 : Bakuen Campus Guardress (série télévisée) : Kazuma Yamashiro (voix)
- 1994 : Tanin no kankei (vidéo) : Ehara Tokiro
- 1994 : Aozora shôjotai (vidéo) : Akizuki Kazuaki
- 1995 : Gokinjo monogatari (série télévisée) : Yuusuke Tashiro
- 1996 : Sei shôjo sentai Lakers EX : Akira / Blade Knight (voix)
- 1996 : Please Save My Earth (vidéo) : Jinpachi Ogura
- 1996 : Kidô senkan Nadeshiko (série télévisée) : Motoichirou
- 1997 : Maze bakunetsu jikû (série télévisée) : Chic (AKA: Sick)
- 1997 : Kenpû denki baruseruku (série télévisée) : Griffith
- 1999 : Toransufômâ: Bîsuto uôzu metarusu (série télévisée) : Jaguar
- 2000 : Misutenaide Daisy (série télévisée) : Yamakawa X
- 2000 : Dejimon adobenchâ 2 (série télévisée) : Mummymon
- 2000 : Baby Felix (série télévisée) : Professor (voix)
- 2000 : One Piece (série télévisée) : Octy, Ener et Scopper Gaban
- 2001 : Inuyasha - Toki wo koeru omoi : Naraku (voix)
- 2001 : Yami no matsuei (série télévisée) : Seiichiro Tatsumi
- 2001 : Kinnikuman nisei: Second Generations : Terry the Kid
- 2001 : X: Yochou (vidéo) : Seiichirou Aoki
- 2002 : Kinnikuman nisei (série télévisée) : Terry the Kid / Fork the Giant / Bananaman / Ricardo / King Castle / Shishi King
- 2002 : Kinnikuman nisei: Muscle ninjin sôdatsu! Chôjin dai-sensô : Terry the Kid
- 2002 : Inuyasha - Kagami no naka no mugenjou : Naraku (voix)
- 2002 : Naruto (série télévisée) : Kimimaro Kaguya (2005-) (voix)
- 2003 : Last Exile (série télévisée) : Alex Roe
- 2003 : Submarine Super 99 (série télévisée) : Kizuku Ôyama
- 2004 : Appurushîdo : Yoshitsune (voix)
- 2004 : Tenjho tenge (série télévisée) : Mitsuomi Takayanagi
- 2004 : Kyou kara maou (série télévisée) : Conrart "Conrad" Weller (voix)
- 2004 : Madlax (série télévisée) : Carrossea Doon (voix)
- 2004 : Bleach (série télévisée) : Isshin Kurosaki et Kaname Tousen
- 2005 : Last Order: Final Fantasy VII (vidéo) : Sephiroth
- 2005 : Suki na mono wa suki dakara shōganai (série télévisée) : Ayano
- 2006 : D.Gray-man (série télévisée) : Tyki Mikk
- 2006 : 009-1 (anime) : Loki
- 2006 : La mélancolie de Haruhi Suzumiya (série télévisée) : Yutaka Tamaru
- 2007 : Devil May Cry (anime) : Dante
- 2007 : Vexille : voix Kisaragi
- 2007 : Tales of Symphonia (OAV): Yuan Ka-Fai (voix)
- 2009 : Naruto Shippûden (série télévisée) : Minato Namikaze (voix)
- 2009 : One Punch Man (animé) : Boros (voix)
- 2011 : X-Men (anime) : Scott (voix)
- 2012 : Kingdom : Ri Boku (voix)
- 2013 : Albator, Corsaire de l'Espace (宇宙海賊キャプテンハーロック) de Shinji Aramaki : Isora
- 2013 : Kōtetsu no Vandetta : Itsuki Takagi
- 2014 : Bakumatsu Rock (anime) : Toshizō Hijikata
- 2016 : Ajin (anime) : Almeida
- 2016 : JoJo's Bizarre Adventure: Diamond Is Unbreakable : Kira Yoshikage (voix)
- 2016 : Time Travel Shoujo : Eiji Hayase (voix)
- 2017 : Black Clover : Julius Novachrono (voix)
- 2017 : Welcome to the Ballroom (anime) : Kaname Sengoku (voix)
- 2017 : Biohazard: Vendetta : Leon Scott Kennedy (voix)
- 2017 : Made in Abyss (anime) : Bondrewd (voix)
- 2018 : B: The Beginning : Gilbert Ross (voix)
- 2018 : Banana Fish (anime) : Blanca (alias Sergei Varishikov)
- 2019 : Assassins Pride (anime) : Father (voix)
- 2019 : Demon Slayer (anime) : Kagaya Ubuyashiki (voix)
- 2021 : Resident Evil: Infinite Darkness (série) : Leon S. Kennedy (voix)

## Ludographie
- 1992 : Knuckle Heads : Takeshi Fujioka
- 1993 : Vay : Heibelger / Sandor
- 1994 : Popful Mail : Kazyr
- 1994 : Taisen Puzzle-Dama : Ryo
- 1995 : Street Fighter Alpha : Charlie
- 1995 : Soul Edge : Heishirō Mitsurugi (version arcade)
- 1996 : Street Fighter Alpha 2 : Charlie
- 1996 : X-Men vs. Street Fighter : Charlie
- 1997 : Tekken 3 : Hwoarang
- 1997 : Marvel Super Heroes vs. Street Fighter : Charlie
- 1997 : Rival Schools: United by Fate : Roberto Miura
- 1997 : Everybody's Golf : Daryl
- 1998 : Dragon Force II : Bartz
- 1998 : Real Bout Fatal Fury Special: Dominated Mind : Bob Wilson, Hon-Fu
- 1998 : Street Fighter Alpha 3 : Ryu, Charlie
- 1998 : Soulcalibur : Heishirō Mitsurugi
- 1998 : Thousand Arms : Schmidt
- 1998 : Marvel vs. Capcom: Clash of Super Heroes : Ryu, Charlie
- 1998 : Street Fighter EX2 : Hayate
- 1998 : Plasma Sword: Nightmare of Bilstein : Hayato Kanzaki
- 1999 : Tekken Tag Tournament : Hwoarang
- 1999 : Street Fighter EX2 Plus : Hayate
- 1999 : Silent Bomber : Jutah Fate
- 2000 : Persona 2: Eternal Punishment : Kei Nanjo
- 2000 : Marvel vs. Capcom 2: New Age of Heroes : Charlie, Hayato, Ryu
- 2000 : Capcom vs. SNK: Millennium Fight 2000 : Ryu, Hon Fu
- 2000 : Capcom Fighting Jam : Ryu
- 2001 : Inuyasha : Naraku
- 2001 : Capcom vs. SNK 2: Millionaire Fighting 2001 : Ryu, Hon Fu
- 2001 : Tekken 4 : Hwoarang
- 2001 : Tekken Advance : Hwoarang
- 2001 : Growlanser III: The Dual Darkness : Vincent Kreuzweir
- 2002 : Soulcalibur II : Heishirō Mitsurugi
- 2002 : Shinobi : Moritsune
- 2002 : Kingdom Hearts : Sephiroth
- 2002 : Gakuen Heaven : Nakajima Hideaki
- 2003 : SNK vs. Capcom: SVC Chaos : Ryu
- 2003 : Tales of Symphonia : Yuan
- 2003 : Naruto: Clash of Ninja – Kimimaro, Minato Namikaze
- 2003 : Naruto: Ultimate Ninja : Kimimaro, Minato Namikaze
- 2003 : Tales of Phantasia : Dhaos (versions Game Boy Advance et PlayStation Portable)
- 2003 : Tomb Raider: The Angel of Darkness : Kurtis Trent
- 2005 : Namco × Capcom : Heishirō Mitsurugi, Ryu
- 2005 : Soulcalibur III : Heishirō Mitsurugi
- 2005 : Kingdom Hearts II : Sephiroth
- 2005 : Front Mission 5: Scars of the War : Walter Feng
- 2006 : Another Century's Episode 2 : Gen-Ichiro Tsukuomi
- 2006 : Brave Story: New Traveler : Kee Keema
- 2006 : Tokimeki Memorial Girl's Side: 2nd Kiss : Wakaouji Takafumi
- 2007 : Soulcalibur Legends : Heishirō Mitsurugi
- 2007 : Crisis Core: Final Fantasy VII : Sephiroth
- 2007 : Another Century's Episode 3: The Final : Shagia Frost et Gen-Ichiro Tsukuomi
- 2007 : BioShock : Atlas
- 2008 : Soulcalibur IV : Heishirō Mitsurugi
- 2008 : Dissidia Final Fantasy : Sephiroth
- 2008 : Tatsunoko vs. Capcom: Ultimate All-Stars : Tekkaman Blade
- 2008 : Naruto: Ultimate Ninja Storm : Kimimaro
- 2008 : Tales of Symphonia: Dawn of the New World : Yuan
- 2008 : Tales of Vesperia – Toki wo Kakeru Otoko
- 2009 : Soulcalibur: Broken Destiny : Heishirō Mitsurugi
- 2009 : Assassin's Creed II : Léonard de Vinci
- 2009 : Infinite Space : Yuri
- 2010 : Kingdom Hearts Birth by Sleep : le Prince
- 2010 : The Legend of Heroes: Trails from Zero : Arios Maclaine
- 2010 : Another Century's Episode: R : Kyosuke Nanbu
- 2010 : Ar tonelico III : Hikari Gojo
- 2010 : Assassin's Creed: Brotherhood : Léonard de Vinci
- 2010 : Naruto Shippuden: Ultimate Ninja Storm 2 : Minato Namikaze
- 2010 : Spider-Man: Shattered Dimensions : Spider-Man Noir
- 2011 : Marvel vs. Capcom 3: Fate of Two Worlds : Dante
- 2011 : Dissidia 012 Final Fantasy : Sephiroth
- 2011 : The Legend of Heroes: Trails to Azure : Arios Maclaine
- 2011 : Bleach: Soul Resurrección : Isshin Kurosaki
- 2011 : Ultimate Marvel vs. Capcom 3 : Dante
- 2011 : One Piece: Gigant Battle 2 - Shinsekai : Enel
- 2012 : Soulcalibur V : Heishirō Mitsurugi
- 2012 : Project X Zone : Dante
- 2012 : Yakuza 5 : Tatsuo Shinada
- 2012 : Naruto Shippuden: Ultimate Ninja Storm Generations : Minato Namikaze, Kimimaro
- 2012 : Resident Evil: Operation Raccoon City : Leon S. Kennedy
- 2013 : Resident Evil 6 Special Package : Leon S. Kennedy
- 2013 : JoJo's Bizarre Adventure: All Star Battle : Diavolo
- 2013 : God Eater 2 : Gilbert Mclane
- 2013 : Naruto Shippuden: Ultimate Ninja Storm 3 : Minato Namikaze
- 2014 : Granblue Fantasy : Seruel
- 2014 : Infamous: Second Son : Reggie Rowe
- 2015 : Diabolik Lovers, Dark Fate : Carla Tsukinami
- 2015 : Devil May Cry 4: Special Edition : Dante
- 2015: Dragon's Dogma Online : Pion (masculin)
- 2015 : Project X Zone 2 : Dante, Leon S. Kennedy, Black Hayato
- 2015 : Dissidia Final Fantasy NT : Sephiroth
- 2015 : JoJo's Bizarre Adventure: Eyes of Heaven : Diavolo
- 2015 : Tokyo Xanadu : Gorou Saeki
- 2015 : Resident Evil: Revelations 2 : Leon S. Kennedy
- 2016 : Breath of Fire 6 : Klaus
- 2016 : Tales of Berseria : Eizen
- 2016 : Naruto Shippuden: Ultimate Ninja Storm 4 : Minato Namikaze
- 2017 : Fire Emblem Heroes : Sigurd
- 2017 : Dissidia Final Fantasy: Opera Omnia : Sephiroth
- 2017 : Nioh : Hanzo Hottori
- 2017 : Itadaki Street: Dragon Quest and Final Fantasy 30th Anniversary : Sephiroth
- 2017 : Shin Megami Tensei: Strange Journey Redux : Mastema
- 2018 : Onmyōji : Minamoto no Yorimitsu
- 2018 : Soulcalibur VI : Heishirō Mitsurugi
- 2019 : Promise of Wizard : Figaro Garcia
- 2019 : Resident Evil 2 : Leon S. Kennedy
- 2019 : Devil May Cry 5 : Dante
- 2019 : Teppen : Dante
- 2019 : Pokémon Masters EX : Peter
- 2019 : A Certain Magical Index: Imaginary Fest : Fiamma of the Right
- 2020 : Touken Ranbu : Onimaru Kunitsuna
- 2020 : Shin Megami Tensei III: Nocturne HD Remaster :  Dante (DLC Maniax)
- 2020 : Super Smash Bros. Ultimate : Sephiroth
- 2020 : Nioh 2 : Hanzo Hottori
- 2020 : Final Fantasy VII Remake: Sephiroth
- 2020 : JoJo's Bizarre Adventure: Last Survivor : Yoshikage Kira
- 2020 : Fate/Grand Order : Ashiya Dōman
- 2020 : The Legend of Heroes: Trails into Reverie : Arios Maclaine
- 2021 ; Shin Megami Tensei V : Aogami
- 2021 : Alchemy Stars : Jola, Hydrad
- 2022 : JoJo's Bizarre Adventure: All Star Battle : Yoshikage Kira, "Kosaku Kawajiri"
- 2022 : Crisis Core: Final Fantasy VII Reunion : Sephiroth
- 2022 : Fitness Boxing 2 : Leo
- 2023 : Fire Emblem Engage : Sigurd
- 2023 : Resident Evil 4 : Leon S. Kennedy
- 2023 : Final Fantasy VII: Ever Crisis : Sephiroth
- 2024 : Final Fantasy VII Rebirth : Sephiroth